# Bibliothèque Folger Shakespeare
La bibliothèque Folger Shakespeare est une bibliothèque indépendante située dans le quartier de Capitol Hill à Washington. Elle possède l'une des plus grandes collections d'œuvres imprimées de William Shakespeare et constitue un dépôt principal de matériaux rares de l'époque moderne (1500 à 1750). Sa création a été financée par Henry Clay Folger en association avec sa femme, Emily Jordan Folger (en). Elle ouvrit en 1931.

## Historique
En 1928, Henry Clay Folger qui vient de se retirer des affaires, annonce qu'il va faire construire à Washington un bâtiment destiné à abriter sa bibliothèque dans le but d'en faire une institution publique.
La construction de l'édifice commence le 28 mai 1930. Deux semaines plus tard, Folger meurt brutalement et lègue par testament toute sa fortune évaluée à dix millions de dollars à l'entretien de sa fondation qu'il souhaite administrer par les trustees de l'Amherst College.
La bibliothèque est construite par les architectes Alexander B. Trowbridge et Paul Philippe Cret et est inaugurée en novembre 1931.

## Description
La collection Folger possède entre autres, 79 exemplaires (sur 160 existants) de la première édition in-folio des œuvres complètes de William Shakespeare, ce qui permet une étude des variantes des textes. Elle possède aussi des exemplaires forts rares comme l'unique exemplaire de Titus Andronicus (1594) et un des trois exemplaires connus de la seconde édition de Hamlet (1604) ainsi qu'un fragment unique de quatre feuilles d'une édition inconnue de Henri IV antérieure à l'édition de 1598.
Outre des éditions postérieures, des réimpressions et des traductions diverses et un grand nombre de pièces manuscrites, la collection est aussi composée d'affiches théâtrales. Au total, la collection recense ainsi plus de 500 000 pièces.
La bibliothèque offre des programmes scientifiques de pointe aux enseignants sur l'éducation concernant Shakespeare. La bibliothèque comprend le théâtre Folger où sont présentées des pièces inspirées du répertoire shakespearien. D'autres évènements y sont également présentés. Poésie, musique, expositions, séminaires, conférences de même que programmes familiaux y sont à l'honneur. La bibliothèque publie également aux éditions Folger Library des pièces de Shakespeare, la revue Shakespeare Quarterly (en), des livres de ressources pédagogiques de même que des catalogues d'expositions. La bibliothèque Folger a également développé une expertise dans le domaine de  la préservation des matériaux rares.
La bibliothèque est une société privée dotée et administrée par les fiduciaires du Amherst College. Le bâtiment de la bibliothèque figure au Registre national des lieux historiques.